# Twit One
Twit One (bürgerlich Tim Purnell) ist ein Musiker, Produzent und DJ aus Köln.

## Leben
Durch seinen aus England stammenden Vater kam Purnell bereits früh in Kontakt mit Soul-, Pop- und Discomusik aus den späten siebziger und frühen achtziger Jahren. Während seiner Schulzeit wurde er weiterhin durch Michael Jackson sowie Hip-Hop-Gruppen wie House Of Pain und Public Enemy beeinflusst. Weiterhin spielte er als Jugendlicher Bass in einer Punk- und Ska-Band und sammelte dadurch erste Erfahrung als Musiker.
Nachdem Purnell anfing Schallplatten zu sammeln kaufte er sich im Jahr 2000 eine MPC und begann selber Beats zu produzieren. Zusammen mit seinem Freund Lazy Jones begann er schließlich im gleichen Jahr in der Kölner Bar Stecken aufzulegen. Nach anfänglichem Erfolg in der Kölner Hip-Hop-Szene und Produktionen mit Rappern wie Retrogott, Sylabil Spill und Planet Asia arbeitete Purnell außerdem mit Fleur Earth zusammen und spielte in ihrer Band Fleur Earth Experiment Bass, rappte und produzierte die Beats. 2003 veröffentlichte das Internetlabel ID.EOLOGY den Track Stestesteste von Twit Ones Projekt Broke Gringos. Während eines Auftrittes mit Fleur Earth Experiment wurde die Band 2008 von Oliver „Olski“ von Felbert, Gründer des Labels Melting Pot Music (MPM) entdeckt und veröffentlichten bereits im selben Jahr ihr erstes Album auf dem Label. Im Jahr 2009 veröffentlichte er mit dem Kölner Produzenten Hulk Hodn unter dem gemeinsamen Pseudonym Testiculo Y Uno das Album Hi-Hat Club Vol. 1 auf dem Label Melting Pot Music. Es folgte seine erste Soloproduktion, die 10"-Schallplatte Steppingstones in 2010 ebenfalls auf Melting Pot Music, Urlaub in der Bredoullie im Jahr 2013 auf dem Label Entbs (ehemals Entourage-Business), welches ebenfalls in Köln ansässig ist.
Weiterhin ist Purnell Mitbesitzer des Schallplatten-Geschäfts Groove Attack Record Store, besitzt sein eigenes Label Augenringe unter dem dritten Auge (A.U.D.D.A.) und hostet zusammen mit Hulk Hodn und Memyselfandi das Internetradio Radio Love Love.

## Stil
Der Hauptbestandteil seiner Musik ist laut eigener Aussage immer Soul, sowie weiterhin Jazz-, Funk- und Discoeinflüsse gepaart mit Old school Boom bap Hip-Hop. Aber auch Ambient und House beeinflussen Purnells Musik, wobei letzteres explizit unter Purnells Pseudonym Tito Wun produziert wird. Der auf SoundCloud für seine Musik verwendete Hashtag Cool Bap hat sich als treffende Bezeichnung für eine entspanntere Art des Boom bap durchgesetzt.
Viele Künstler die diesen Stil von Hip-Hop teilen leben und arbeiten in Köln, weshalb der Stadt neben ihrer eigenen Szene ebenfalls ein eigener Sound zugesprochen wird. Zu diesen Künstler lassen sich unter anderem Retrogott und Hulk Hodn sowie Hubert Daviz zählen, der ebenfalls bei Melting Pot Music unter Vertrag steht. Zum erweiterten Umfeld der Stadt und des Labels gehören Suff Daddy, Dexter, Brenk Sinatra, Knowsum, Dramadigs, Fid Mella, DJ Adlib, Full Crates, FS Green und FloFilz.

## Trivia
Purnell tritt in Verbindung mit verschiedenen Künstlern unter diversen Pseudonymen auf, was mitunter zu Verwirrung führt. So ist er auf der Kollaborations Twit Bonny mit Miles Bonny sowohl als Twit Uno vertreten, als auch unter dem Namen Nestor Uno. Ebenfalls auf diesem Album ist ein Cover des The-Doors-Liedes Love Street der Gruppe The Türs, in der Purnell unter dem Pseudonym Echomann als Bassist aufgeführt wird. Produziert und erschienen ist das Album unter Purnells üblichem Künstlernamen Twit One. Unter dem ähnlichen Pseudonym Nesta Uno veröffentlichte er lediglich die Single Is this Love/Dub auf dem britischen Label Twit's World. Weiterhin ist Purnell auf dem Album Auf Ein Neues von Retrogott und Hulk Hodn als Wuitton vertreten, sowie als Gringo Starr auf der Single Brennen euch ab/Safe In The Fire Dub von Fleur Earth.
Purnell produziert mit einer MPC 2000 XL sowie einer MPC 500 und der Audiosoftware Cubase.
Sein Heimstudio nannte Purnell erst Treehouse und derzeit Mr. Wun's Dojo.

## Diskografie

### Alben
Als Twit One
- 2011: Steppingstones (Melting Pot Music)
- 2013: Urlaub in der Bredoullie (Entbs)
- 2015: The Sit-In (Melting Pot Music)
- 2016: KEATS 08 - Treegonometry (HVV)
- 2017: Hay Luv (Melting Pot Music)
- 2018: Sweet Leaves And Bitter Pills (Groove Attack Record Store)

### Singles/EPs
Als Twit One
- 2017: 30 Drohnen (ohne Label, limitiert)

### Kollaborationen
Als 2Trackboy & Echomann mit Retrogott
- 2008: Esmusssosein EP (ohne Label)

Als Testiculo Y Uno mit Hulk Hodn
- 2009: Hi-Hat Club Vol. 1 (Melting Pot Music)
- 2020: Two (Melting Pot Music)

Als 4Trackboy & Echomann mit Retrogott
- 2011: MMX (Iced Out Pimmel Records, Augenringe unter dem dritten Auge, Hand Ohne Daumen)
- 2016: Timing & Effekte (Groove Attack Record Store)
- 2018: Astrologie & Der Superprivatmann (Groove Attack Record Store)

Als Flatpocket mit Lazy Jones
- 2012: Geldfundphantasyn (Melting Pot Music)
- 2019: Dispo II Dispo (Melting Pot Music)

Als Twit One mit Miles Bonny
- 2012: Twit Bonny (Melting Pot Music)

Als Twit Uno mit Flo Mega
- 2012: Noodles (Four Music)

Als Twit & Dwig mit Dwig
- 2013: Euter EP (Luettje Luise)

Als Tito Wun mit Damiano Von Erckert
- 2013: Mr. Pink, What Have You Been Smokin'? (Ava.)

Als Twit One mit Count Bass D, Retrogott und Lazy Jones
- 2014: The Count In Cologne (Melting Pot Music)

Als Tito Wun mit Lorenzo Merluzzo
- 2015: Disco Rigido (Ava.)

Als Tito Wun mit Henry Wu
- 2016: 27 Karat Years (Tartelet Records)

Als Tito Wun mit C.A. Ramirez
- 2016: Money $ex 7" 02 (Money $ex Records)

Als Twit One mit Eloquent
- 2016: Folie À Deux (Sichtexot)

Als Twit One mit PB Louison
- 2017: Leatherback (HVV, Augenringe unter dem dritten Auge)

### Kompilationen
- 2010: Puzzles (Augenringe unter dem dritten Auge)
- 2011: Beat Power (Augenringe unter dem dritten Auge)

### Als Produzent
- 2008: Fleur Earth – Skurreal (Melting Pot Music)
- 2009: Fleur Earth – Es entstehen Wesen (Melting Pot Music)

### Als Bassist
- 2009: Fleur Earth Experiment – Souls Des Cabots (Melting Pot Music)